# خانه مظفری
خانه مظفری مربوط به دوره قاجار است و در کاشان، خیابان علوی، محله سلطان امیر احمد، روبروی زیارت واقع شده و این اثر در تاریخ ۱۱ مرداد ۱۳۸۴ با شمارهٔ ثبت ۱۲۳۲۹ به‌عنوان یکی از آثار ملی ایران به ثبت رسیده است.